# Handball-Regionalliga Süd 1989/90
Die Saison 1989/90 der Handball-Regionalliga  Süd war die einundzwanzigste Spielzeit, welche unter dem Dach des Süddeutschen Handballverbandes (SHV) organisiert wurde und nach der Bundesliga, und der 2. Bundesliga zu den dritthöchsten Spielklassen im deutschen Handball gehörte.

## Saisonverlauf
Süddeutscher Meister und Aufsteiger in die 2. Bundesliga wurde der TSV 1896 Rintheim. Vizemeister ohne Aufstiegsrecht wurde der TSG Oßweil. Die Absteiger in die Oberligen waren TG 1848 Donzdorf, TuS Helmlingen und SG 07 St.Leon.

### Modus
Zwölf Mannschaften spielten eine Hin- und Rückrunde um die süddeutsche Meisterschaft und den Aufstieg
 in die 2. Bundesliga. Die Plätze elf bis zwölf waren die Absteiger in die Oberligen.

### Teilnehmer und Abschlussplatzierungen
Nicht mehr dabei waren ein Aufsteiger und vier Absteiger aus der Vorsaison. Neu dabei waren die
 Aufsteiger (N) aus den Oberligen Südbaden, Baden, Württemberg und der Bayernliga.
|     | Mannschaft              | Spiele | Punkte |
| --- | ----------------------- | ------ | ------ |
| 1.  | TSV 1896 Rintheim (A)   | 22 *   | 41:11  |
| 2.  | TSG Oßweil              | 22     | 41:11  |
| 3.  | TSV 1846 Nürnberg       | 22 *   | 30:22  |
| 4.  | TV Oppenweiler          | 22 *   | 30:22  |
| 5.  | TSV Baden Östringen (N) | 22     | 30:22  |
| 6.  | TSV Birkenau            | 22     | 27:25  |
| 7.  | SG Neckarsulm (N)       | 22     | 26:26  |
| 8.  | HG Erlangen             | 22 *   | 25:27  |
| 9.  | SG Köndringen/Teningen  | 22     | 25:27  |
| 10. | TSV Friedberg (N)       | 22     | 24:28  |
| 11. | TSV 1860 Ansbach        | 22     | 23:29  |
| 12. | TG 1848 Donzdorf        | 22 *   | 20:32  |
| 13. | TuS Helmlingen (N)      | 22     | 20:32  |
| 14. | St Leon                 | 22     | 2:50   |

(A) = Absteiger aus der 2. Bundesliga, (N) = neu in der Liga (*) = hatte das bessere Torverhältnis
  Süddeutscher Meister und Aufsteiger zur 2. Bundesliga 1990/91

 Für die Regionalliga Süd 1990/91 qualifiziert

### Frauen
- Der HCD Gröbenzell wurde Süddeutscher Meister und hat sich für die 2. Bundesliga 1990/91 der Frauen qualifiziert.